# Dejan Lovren
Dejan Lovren (* 5. července 1989 Zenica) je chorvatský profesionální fotbalista, který hraje na pozici středního obránce za francouzský klub Olympique Lyon a za chorvatský národní tým.
Lovren se narodil na území Bosny a patří k místní menšině bosenských Chorvatů. Lovren je stříbrným medailistou z Mistrovství světa 2018.

## Klubová kariéra
Na konci července 2020 přestoupil do ruského klubu Zenit Petrohrad.

## Reprezentační kariéra
Lovren nastupoval v chorvatských mládežnických reprezentacích U17, U18, U19, U20 a U21.
V A-týmu Chorvatska debutoval 8. 10. 2010 v přátelském zápase proti reprezentaci Kataru (výhra 3:2). Celkově za chorvatský národní výběr odehrál 31 zápasů a vstřelil v něm 2 branky (k 23. 3. 2016). Zúčastnil se MS 2014 v Brazílii.

## Úspěchy a ocenění

### Klubové

#### Dinamo Záhřeb
- 2× vítěz chorvatské ligy – 2008/09, 2009/10[4]
- 1× vítěz chorvatského poháru – 2008/09[4]

#### Olympique Lyon
- 1× vítěz Coupe de France – 2011/12[4]

#### Liverpool FC
- 1× vítěz Premier League – 2019/20[4]
- 1× vítěz Ligy mistrů UEFA – 2018/19[4]
- 1× vítěz Superpoháru UEFA – 2019[4]

### Reprezentační
- 1× finalista Mistrovství světa – 2018[4]

### Individuální
- Řád knížete Branimira[5]